# 辛旻
辛旻（?—?），唐朝兰州金城人，客籍京兆，世代为将家。
从兄辛雲京，兄长辛京杲。信安王李祎为朔方节度使，辛京杲与辛旻以策干说，李祎评咨加异。安史之乱时，辛旻跟随李光弼定恒州、赵州，后署太原三城使。史思明屯守相州，率军至滏阳，辛旻迎击将其击退。东都陷落，辛旻退守河阳，在屯所去世。